# Mariaesthela Vilera

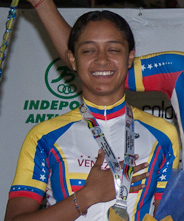
Mariaesthela Vilera, 2011

Mariaesthela Vilera  (* 26. Dezember 1988 in Valle de la Pascua) ist  eine  venezolanische Bahnradsportlerin.
2011 und 2012 errang Mariaesthela Vilera bei den Panamerikanischen Bahnrad-Meisterschaften die Goldmedaille im Teamsprint, gemeinsam mit Daniela Larreal. Bei den Olympischen Spielen 2012 in London belegte das Duo Rang sieben.